# Bikinibroek

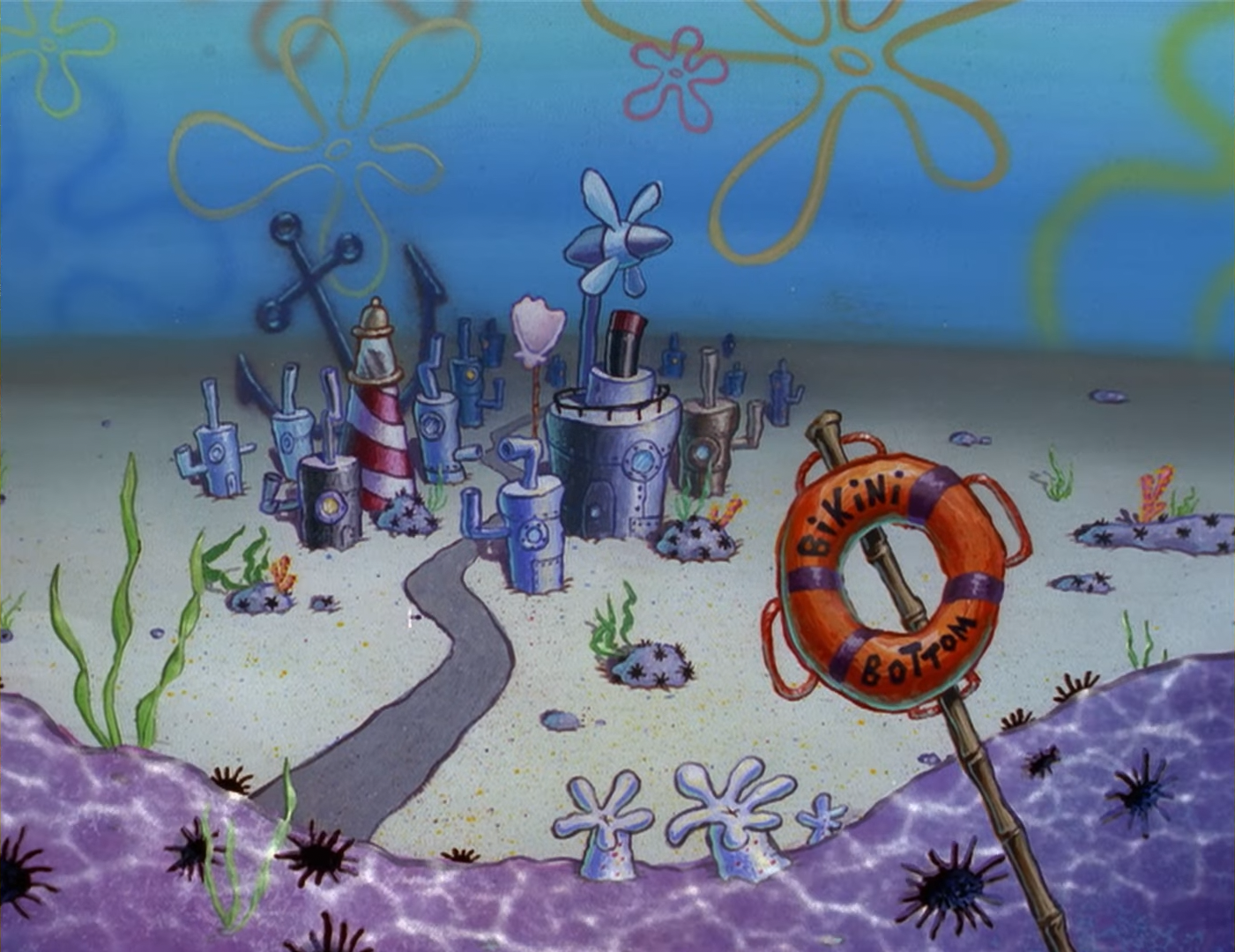
Bikinibroek

Bikinibroek (Engels: Bikini Bottom) is een fictieve plaats in de animatieserie SpongeBob SquarePants. De plaats is gelegen op de bodem van de Grote Oceaan en is de plek waar alle centrale personages uit de serie wonen, waaronder hoofdpersoon SpongeBob SquarePants.
Bikinibroek beschikt over vele faciliteiten. Zo is er onder andere industrie, horeca, een attractiepark, een politiebureau, een bejaardentehuis en een bioscoop.

## Geografie
Bikinibroek is gelegen op de bodem van de Grote Oceaan, vlak bij het atol Bikini. Er wordt in meerdere afleveringen, computerspellen en dergelijke duidelijk dat het in de Grote Oceaan ligt. Het ligt in de "middle of nowhere"; er zijn nauwelijks andere plaatsen in de buurt. Het precieze aantal inwoners is niet bekend. In sommige afleveringen lijkt de plaats namelijk veel groter te zijn dan in andere afleveringen.
De stad heeft een zeer gevarieerd landschap. Er is een strand, er zijn bergen, rotsen, riffen, valleien en grote velden en weiden. Vlak buiten Bikinibroek liggen de kwallenvisvelden waar Spongebob en Patrick vaak kwallenvissen. De hoofdweg is Conch Street, deze loopt van "downtown" langs de huizen van SpongeBob, Octo en Patrick en passeert ook de Krokante Krab, de Maatemmer en de vaarschool van mevrouw Puff.

### Klimaat
Gezien de ligging in de Grote Oceaan onder de Bikini-atol zou het logisch zijn dat de plaats een subtropisch klimaat zou hebben. Toch valt er ook regelmatig regen en sneeuwt het zelfs weleens - er is zelfs een skipiste. De wolken die boven Bikinibroek hangen hebben de vorm van een bloem.

## Plekken en gebouwen
Krokante KrabHet restaurant van Meneer Krabs. Niet in elke aflevering wordt het restaurant de Krokante Krab genoemd, in sommige afleveringen spreekt men over de Korstige Krab.
MaatemmerHet slechtste restaurant van de zee. Het wordt gerund door Plankton.
Fancy!Een heel chic restaurant in Bikinibroek. Er is bovenzeese muziek, je kunt er portrettekeningen laten maken en ze geven voetmassages.
Pel de Pinda Sorbet Party BarEen bar waar veel kinderen komen, omdat de beroemde Pel de Pinda daar optreedt. Hier komen SpongeBob en Patrick vaak sorbets eten. Verscheen als eerst in The SpongeBob Squarepants Movie.
Barg'n MartDe supermarkt van Bikinibroek, in de vorm van een schatkist.
K-BlubHet radiostation van Bikinibroek.
Bikinibroek Frituur ColosseumEen arena waarin de "Frituurspelen" worden gehouden.
HandschoenparkHet pretpark van Bikinibroek.
De Zoute RoggelEen ruig café in Bikinibroek.
The Toy BarrelEen speelgoedwinkel die wordt geopend in de aflevering Toy store of doom.
Rijschool van Mevrouw PuffEen rijschool waar Spongebob les volgt. Mevrouw Puff, een kogelvis, is de eigenaar van de rijschool.
De Bikinibroek-gevangenis
Het Grote DoetjescaféDit is een café voor doetjes. Hier worden onder andere ijsjes en hotdogs geserveerd.
Het Supergrote DoetjescaféDit is een groter café. Het is luxueuzer dan het gewone doetjescafé. Hier komt Patrick vaak. Ook zijn er “dolle doetjes”- dinsdagen, -donderdagen, -vrijdagen en -zaterdagen. Wat er dan is, is niet bekend.
ZeevaartmuseumEen museum over de zeevaart, komt in één aflevering voor.

## Evenementen
FrituurspelenSpelen die met frituur te maken hebben. Het wordt elk jaar in het Bikinibroek Frituur Colosseum gehouden. De atleten zijn frituurkoks. Bij de openingsceremonie wordt door middel van een brandende Krabburger een enorme Krabburger aangestoken. Hierbij zijn de Frituurspelen officieel geopend.
KwallenbeursEen evenement dat elke twee jaar wordt gehouden. Er zijn bekende kwallenvissers bij aanwezig, en er zijn verschillende activiteiten omtrent kwallenvissen. Ook is er de mogelijkheid tot het kopen van souvenirs en uitrusting voor het kwallenvissen. Spongebob en Patrick komen hier graag.
ValentijnskermisEen kermis die er elk jaar rond Valentijn staat.

## Demografie
De bevolking van Bikinibroek bestaat vooral uit vissen, maar ook uit andere zeedieren, en Sandy Wang, een eekhoorn uit Texas.